# Between Light and Darkness (EP)
Between Light and Darkness je EP od španělské heavy metalové kapely s prvky neo-classical metalu, power metalu, progressive metalu, symphonic metalu Dark Moor.

## Seznam skladeb
1. Memories – 5:47
2. From Dawn To Dusk - 5:05
3. A Lament Of Misery - 5:36
4. Echoes Of The Seas - 3:34
5. Mistery Of Goddess - 5:30
6. The Shadow Of The Nile - 6:02
7. Dies Irae (Orchestral Version) - 9:32
8. The Fall Of Melniboné - 10:30